# Totoras
Totoras è una cittadina del dipartimento di Iriondo della provincia di Santa Fe, in Argentina.

## Geografia
Totoras è situata a 52 km a nord-ovest di Rosario e 163 km a sud-ovest della capitale provinciale Santa Fe, nel cuore della pampa humeda.

## Storia
Fu fondata nel 1875 da Julián de Bustinza come Santa Teresa, tuttavia l'esistenza nella provincia santafesina di un insediamento omonimo spinse le autorità a modificare il toponimo in Totoras, nome spagnolo della tifa, una pianta molto comune in questa parte dell'Argentina.

## Economia
Nel 1965 Totoras è stata proclamata dal presidente argentino Arturo Illia capitale nazionale del latte per la presenza sul territorio di una forte e radicata industria lattiero-casearia. Altre attività produttive presenti sono l'agricoltura e l'allevamento.

## Infrastrutture e trasporti
Totoras è situata lungo la RN 34, un'importante arteria di comunicazione che unisce Rosario al nord-ovest del paese sino a Profesor Salvador Mazza, presso la frontiera boliviana.